# Filicium
Filicium é um género botânico pertencente à família Sapindaceae.